# Guru Guru (gruppo musicale)
I Guru Guru sono un gruppo musicale tedesco.
Nel corso degli anni la formazione ha avuto diversi cambiamenti di musicisti nell'organico, conservando quale unico membro permanente il percussionista Mani Neumaier.
Il loro stile improvvisato si ispira al krautrock e al rock psichedelico, nonché al rock progressivo.

## Discografia
- 1970 - UFO
- 1971 - Hinten
- 1972 - Känguru
- 1973 - Don't Call Us - We Call You
- 1973 - Guru Guru
- 1974 - Dance of the Flames
- 1975 - Mani Und Seine Freunde
- 1976 - Tango Fango
- 1977 - Globetrotter
- 1978 - Live
- 1979 - Hey Du
- 1981 - Mani In Germani
- 1985 - Hot On Spot / Inbetween
- 1987 - Jungle
- 1988 - 88
- 1995 - Wah Wah
- 1997 - Moshi Moshi
- 1998 - 30 Jahre Live
- 2000 - 2000 Gurus
- 2002 - Essen 1970
- 2005 - In the Guru Lounge
- 2006 - Shake Well
- 2007 - Wiesbaden 1972
- 2008 - Psy
- 2008 - Live on Tour 2008
- 2010 - Wiesbaden 1973
- 2011 - Live in Germany '71
- 2011 - Doublebind
- 2013 - Electric Cats
- 2014 - 45 Years Live
- 2015 - Early Archives, Live 1969
- 2018 - Rotate!